# TNK (мережа АЗК)
«TNK» або «ТНК» — мережа російських автозаправних комплексів, що функціюють в різних країнах, включно з Україною.  Станом на січень 2015 року, на території України мережа володіла 128 АЗК. Мережа TNK входить в п'ятірку найбільших мереж України. ТНК є підрозділом російської нафтової компанії Роснєфть, яка викупила 100% акцій ТНК у 2013 році.

## Історія
Управління мережею автозаправних комплексів TNK здійснює  СП «Кершер». Раніше мережою АЗК володіла британсько-російська компанія TNK-BP, в якій власниками були російська TNK та британська British Petroleum, але пізніш TNK викупили частку BP у  червні 2013 року й починаючи з цього часу мережа АЗК функціонує під брендом TNK. 

### Колишні бренди TNK в Україні
В минулому в мережу входили заправки під брендами TNK-BP, BP, TNK, Золотий Гепард, Смайл та Formula.

#### TNK-BP / BP / TNK
Залежно від регіону України, компанія оперує під брендом TNK-BP, BP або TNK.

#### Formula / Смайл
Formula та Смайл - бренди під якими оперує мережа автозаправних комплексів в Україні, власником якої є «УТН-Восток» ( належить Vic Oil, якою володіє британсько-російська компанія TNK-BP). Станом на 2012 рік,  мережа налічувала більше 100 АЗК та входила в п'ятірку найбільших мереж України.. Протягом 2010-2013 відбувається активний ребрендинг мережі Formula / Смайл у TNK-BP / BP / TNK..

#### Золотий Гепард
Золотий Гепард - мережа АЗК України. Протягом 2010-2013 відбувається активний ребрендерінг цієї мережі у TNK-BP / BP / TNK..